# Susan Faludi

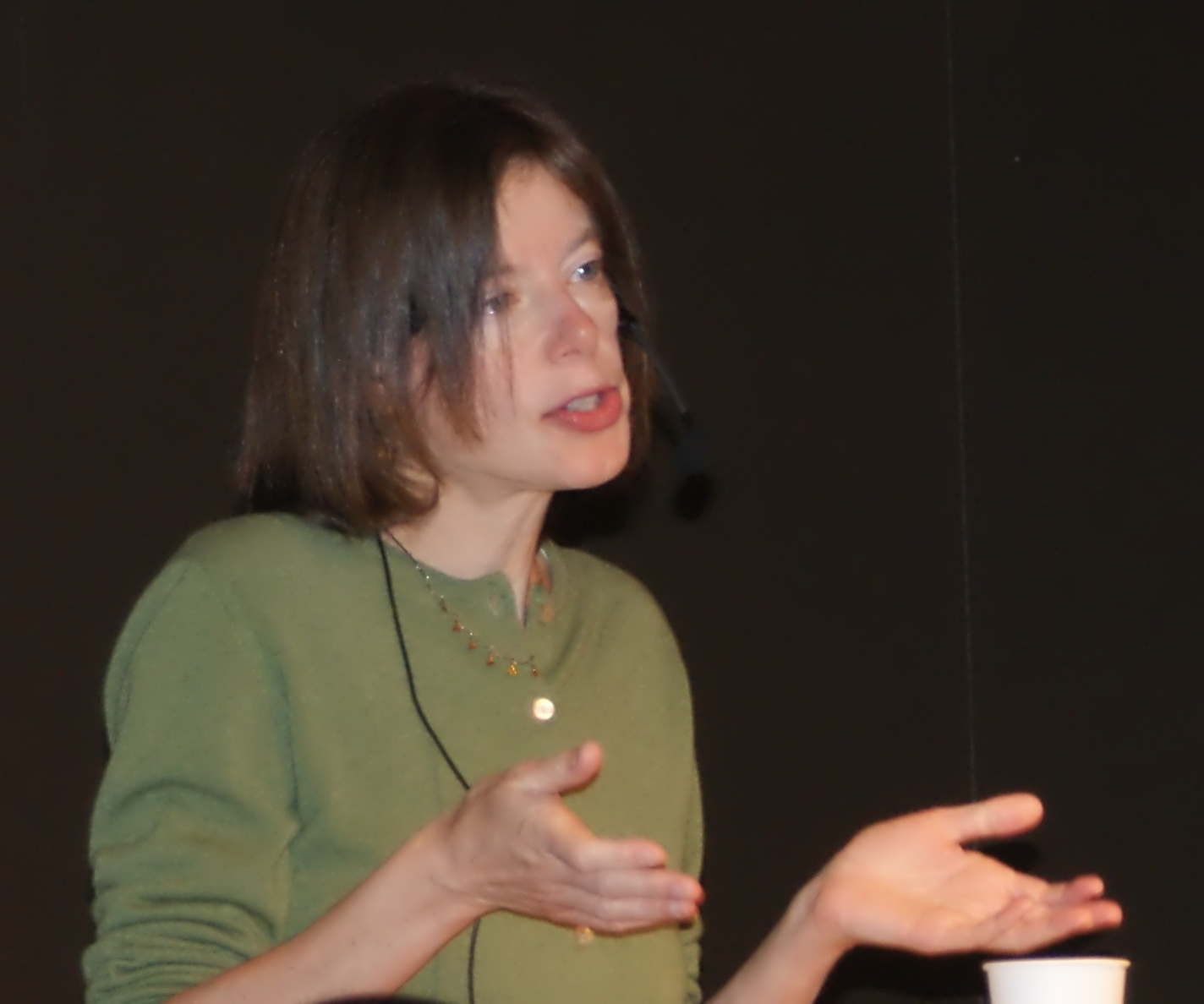
Susan Faludi in Göteborg, Schweden, 2008.

Susan C. Faludi (* 18. April 1959 in Queens, New York City) ist eine US-amerikanische Journalistin, Autorin und Pulitzer-Preisträgerin für Hintergrundberichterstattung.

## Leben
Faludi wuchs in Yorktown Heights, Westchester County, New York auf. Ihre Mutter Merilyn war während ihrer Ehe Hausfrau und arbeitete seit ihrer Scheidung 1976 als Autorin und Journalistin. Ihr Vater Steven war ein aus Ungarn immigrierter Fotograf. 1981 machte Faludi einen Abschluss in Geschichte und Literatur an der Harvard University mit der Auszeichnung summa cum laude. Ihr Studium finanzierte sie sich mithilfe eines Stipendiums der Elks National Foundation. Sie schrieb u. a. für The New York Times, Miami Herald, Atlanta Constitution, San Jose Mercury News, und das The Wall Street Journal. In den 1980er Jahren schrieb sie verschiedene Artikel über Feminismus und die Widerstände dagegen. Sie erkannte ein bestimmtes System dahinter, was sie in ihrem ersten Buch Backlash (1991) niederschrieb.

## Werke (Auswahl)
- In Backlash (1991) argumentiert Faludi, dass es in den 1980er Jahren einen Rückschlag („Backlash“) gegen den Feminismus gegeben habe, besonders durch die Verbreitung negativer Stereotype gegen Frauen, die eine Berufstätigkeit anstrebten. Das Buch entwickelte sich zu einem Klassiker des Feminismus; es wurde von konservativer Seite sehr stark kritisiert und in seiner Faktengenauigkeit angezweifelt. Es bekam den National Book Critics Circle Award.

- In Stiffed (1999), auf Deutsch „Männer - das betrogene Geschlecht“ (Reinbek 2001),[4] analysiert Faludi US-amerikanische Männer aus der Arbeiterschicht. Sie argumentiert, dass, obwohl Männer weiterhin die Machtposition innehätten, auch die Mehrheit der Männer über wenig Macht verfügten. Man hätte sie mit einem traditionellen Männerbild erzogen, nach dem sie groß und stark zu sein haben, ihre Familie ernähren und hart arbeiten müssen. Nach Faludi finden sich heute viele dieser Männer in Arbeitslosigkeit oder unterbezahlten Tätigkeiten, desillusioniert und von ihren Frauen verlassen. Die Grundthese des Buches ist es, dass beide Geschlechter durch Veränderungen der US-amerikanischen Gesellschaft Schaden genommen haben. Stiffed war auch eine Reaktion auf die harsche Kritik, der Faludi nach dem Erscheinen von Backlash ausgesetzt war. Es fand allgemein weniger Beachtung und wurde sowohl von neokonservativer als auch von feministischer Seite vor allem aus politischen Gründen inhaltlich missbilligend betrachtet.

- 2007 erschien The Terror Dream: Fear and Fantasy in Post-9/11 America (ISBN 978-0-8050-8692-8), „a scathing critique of the media's response to 9/11“.[5]
- 2016 erschien In the Darkroom, in dem die Autorin die Geschichte ihres Vaters Steven Faludi erzählt, der sich mit 76 Jahren einer Geschlechtsumwandlung unterzog. Die amerikanische Originalausgabe stand in der Endauswahl für den Pulitzer-Preis 2017.[6] Auf Deutsch erschien das Buch 2018 unter dem Titel Die Perlenohrringe meines Vaters. Geschichte einer Neuerfindung in der Übersetzung von Judith Elze und Anne Emmert bei dtv.

## Auszeichnungen
- 1991 Pulitzer-Preis für erläuternden Journalismus.[7]
- 1991 National Book Critics Circle Award in der Kategorie Sachliteratur für Backlash: An Undeclared War Against American Women.[8]